# Plaza de San Andrés (Jerez de la Frontera)
La Plaza de San Andrés es una plaza situada en Jerez de la Frontera (Andalucía, España).
Fue creada y embellecida como espacio público en 1860 por el alcalde José López de Carrizosa, Marqués del Mérito.
En 1809 estuvo hospedado en la Casa de las Atarazanas de esta plaza el escritor inglés Lord Byron.
Es una plaza que conserva armonía y belleza, conjugando una tradición de actividad comercial por su cercanía a las arterias más comerciales del centro histórico junto a cierto sabor vecinal que le otorga ser la plaza principal del barrio de San Pedro.

## Origen
El nombre original del lugar era la Plaza de las Atarazanas, debido a la existencia de un depósito de armas, probablemente desde mitad del siglo XV, ya que este lugar se ubicaba el arrabal de San Pedro, entonces casi a las afueras de la ciudad.
Sobre el solar de estas atarazanas, en la esquina con la calle Clavel, se levantó siglos más tarde la actual Casa de las Atarazanas.
Posteriormente, en 1788, se modificó el nombre de la plaza a San Andrés, debido a la existencia de una imagen de este santo en una hornacina ubicada en la plaza que contaba con una alta devoción, por lo que los ciudadanos habían comenzado a denominar así a la plaza.

## A destacar
- Casa de las Atarazanas: Casa edificada en 1787. Lord Byron visitó la casa el 30 de julio de 1809 y fue recibido con sus compañeros por el bodeguero también británico James Arthur Gordon Smythe.[2]
- Teatro Jerezano. Edificio catalogado por la Junta de Andalucía como edificio protegido, por lo que su arquitectura exterior está protegida y se debe conservar en su totalidad.[3]
- Las Edades del Hombre. Conjunto escultórico de Nuria Guerra Castellano. Representa al hombre tanto en su juventud (de pie), madurez (sentado) y vejez (recostado).
- Calle Rosario: comunica la plaza con la Plaza de Aladro, en esta calle se ubica el Conservatorio Municipal de Música. Debe su nombre a una capilla de la Iglesia de Santo Domingo.
- Casa de los Ágredas o Casa del Jardín (actual colegio Compañía de María): ubicada en la calle Collantes, es la antigua casa de José Antonio de Ágreda, importante bodeguero de la primera mitad del siglo XIX. El patio, de dos alturas y con arcadas de yeserías neonazaríes, fue construido por el maestro sevillano José Martínez en 1858. La capilla neogótica fue proyectada por el arquitecto municipal José Esteve y López.[4]

## Galería de imágenes
|  |  |  |